# Курбанай
Курбана́й (рос. Курбанай) — селище у складі Асекеєвського району Оренбурзької області, Росія.

## Населення
Населення — 150 осіб (2010; 163 у 2002).
Національний склад (станом на 2002 рік):
- татари — 91 %